# تريسي كولكينز
تريسي كولكينز (Tracy Caulkins) هي لاعبة أولمبية لرياضة السباحة من الولايات المتحدة. شاركت في الأولمبياد الصيفي في 1984، وفازت بما مجموعه 3 ميداليات.

## الميداليات
| ذهب | فضة | برونز | المجموع |
| 3   | 0   | 0     | 3       |

## روابط خارجية
- تريسي كولكينز على موقع الاتحاد الدولي للسباحة (الإنجليزية)
- تريسي كولكينز على موقع قاعة مشاهير السباحة العالمية (الإنجليزية)
- تريسي كولكينز على موقع اللجنة الأولمبية الدولية (الإنجليزية)
- تريسي كولكينز على موقع أوليمبيديا (الإنجليزية)
- تريسي كولكينز على موقع قاعة فلوريدا للمشاهير الرياضية (الإنجليزية)
- تريسي كولكينز على موقع قاعة تينيسي للمشاهير الرياضية (الإنجليزية)